# Pallavolo Padova 2017-2018
Questa voce raccoglie le informazioni riguardanti la Pallavolo Padova nelle competizioni ufficiali della stagione 2017-2018.

## Stagione
Nella stagione 2017-18 la Pallavolo Padova assume la denominazione sponsorizzata di Kione Padova.
Partecipa per la quindicesima volta alla Superlega; chiude la regular season di campionato al nono posto in classifica, qualificandosi per i play-off 5º posto: arriva in finale dove è sconfitta dal Milano.
In Coppa Italia è eliminata ai quarti di finale dalla Sir Safety Perugia.

## Organigramma societario
Area direttiva
- Presidente: Fabio Cremonese
- Vicepresidente: Igino Negro
- Segreteria generale: Stefania Bottaro, Samuela Schiavon
- Amministrazione: Marzia Paladin
- Team manager: Sandro Camporese
- General manager: Stefano Santuz
- Addetto agli arbitri: Mario Rengruber
- Responsabile palasport: Stefano Santuz, Alessandro La Torre

Area tecnica
- Allenatore: Valerio Baldovin
- Allenatore in seconda: Nicola Baldon
- Assistente allenatore: Jacopo Cuttini, Giorgio Sabbadin
- Scout man: Riccardo Berto, Alberto Salmaso
- Responsabile tecnico settore giovanile: Valerio Baldovin
- Coordinatore settore giovanile: Monica Mezzalira

Area comunicazione
- Ufficio stampa: Alberto Sanavia
- Social media manager: Lucrezia Maso
- Speaker: Gianluca Garghella, Nico Pegoraro
- Fotografo: Alessandra Lazzarotto

Area marketing
- Ufficio marketing: Marco Gianesello

Area sanitaria
- Staff medico: Paola Pavan, Alberto Rigon, Davide Tietto
- Fisioterapista: Massimo Ciucci, Davide Turco
- Preparatore atletico: Davide Grigoletto, Fabio Sarto

## Rosa
| N° | Nome               | Ruolo | Data di nascita   | Nazionalità sportiva |
| -- | ------------------ | ----- | ----------------- | -------------------- |
| 1  | Alberto Polo       | C     | 7 settembre 1995  | Italia               |
| 2  | Nicolò Bassanello  | L     | 3 aprile 1996     | Italia               |
| 4  | Gabriele Nelli     | O     | 4 dicembre 1993   | Italia               |
| 5  | Milan Peslać       | P     | 14 marzo 1998     | Italia               |
| 6  | Stefano Gozzo      | S     | 24 ottobre 1994   | Italia               |
| 7  | Fabio Balaso       | L     | 20 ottobre 1995   | Italia               |
| 8  | Lazar Ćirović      | S     | 26 giugno 1992    | Serbia               |
| 9  | Matteo Sperandio   | C     | 4 marzo 1992      | Italia               |
| 10 | Marco Volpato      | C     | 5 maggio 1990     | Italia               |
| 11 | Leonardo Scanferla | L     | 4 dicembre 1998   | Italia               |
| 12 | Petar Premović     | O     | 12 settembre 1994 | Serbia               |
| 13 | Dragan Travica     | P     | 28 agosto 1886    | Italia               |
| 15 | Lazar Koprivica    | S     | 8 novembre 1991   | Serbia               |
| 18 | Luigi Randazzo     | S     | 30 aprile 1994    | Italia               |

## Mercato
| Acquisti | Acquisti         | Acquisti         | Acquisti   |
| R.       | Nome             | da               | Modalità   |
| -------- | ---------------- | ---------------- | ---------- |
| S        | Lazar Ćirović    | Panathīnaïkos    | definitivo |
| S        | Stefano Gozzo    | Motta            | definitivo |
| S        | Lazar Koprivica  | -                | definitivo |
| O        | Gabriele Nelli   | Trentino         | definitivo |
| P        | Milan Peslać     | Milano           | definitivo |
| C        | Alberto Polo     | Molfetta         | definitivo |
| O        | Petar Premović   | Vojvodina        | definitivo |
| C        | Matteo Sperandio | Argos            | definitivo |
| S        | Luigi Randazzo   | BluVolley Verona | definitivo |
| P        | Dragan Travica   | Modena           | definitivo |

| Cessioni | Cessioni             | Cessioni           | Cessioni   |
| R.       | Nome                 | a                  | Modalità   |
| -------- | -------------------- | ------------------ | ---------- |
| C        | Taylor Averill       | Powervolley Milano | definitivo |
| S        | Michele Fedrizzi     | Emma Villas        | definitivo |
| O        | Stefano Giannotti    | Marconi            | definitivo |
| C        | Danijel Koncilja     | Losanna UC         | definitivo |
| O        | Jacob Link           | New Real Gioia     | definitivo |
| S        | Stephen Maar         | BluVolley Verona   | definitivo |
| S        | Sebastiano Milan     | Lube               | definitivo |
| S        | Filip Šestan         | Mladost Kaštela    | definitivo |
| P        | James Shaw           | Sir Safety Perugia | definitivo |
| P        | Francesco Zoppellari | Civita Castellana  | definitivo |

## Risultati

### Superlega

#### Girone di andata
| 1ª giornata - 15 ottobre 2017 PalaEvangelisti, Perugia           | Sir Safety Perugia | 3 - 0 | Padova             | 25-17, 25-16, 25-22               |
| 2ª giornata - 22 ottobre 2017 PalaSanLazzaro, Padova             | Padova             | 1 - 3 | Trentino           | 21-25, 19-25, 25-17, 23-25        |
| 3ª giornata - 25 ottobre 2017 PalaValentia, Vibo Valentia        | Callipo            | 0 - 3 | Padova             | 23-25, 13-25, 20-25               |
| 4ª giornata - 29 ottobre 2017 PalaSanLazzaro, Padova             | Padova             | 2 - 3 | BluVolley Verona   | 20-25, 25-22, 21-25, 29-27, 12-15 |
| 5ª giornata - 1º novembre 2017 PalaSanLazzaro, Padova            | Padova             | 3 - 0 | Argos              | 25-22, 25-13, 25-23               |
| 6ª giornata - 5 novembre 2017 PalaDeAndré, Ravenna               | Porto Robur Costa  | 3 - 1 | Padova             | 23-25, 25-13, 25-21, 25-19        |
| 7ª giornata - 12 novembre 2017 PalaSanLazzaro, Padova            | Padova             | 3 - 1 | Milano             | 25-8, 17-25, 36-34, 25-22         |
| 8ª giornata - 19 novembre 2017 PalaBanca, Piacenza               | Piacenza           | 1 - 3 | Padova             | 20-25, 24-26, 25-17, 20-25        |
| 9ª giornata - 28 novembre 2017 PalaFlorio, Bari                  | New Mater          | 0 - 3 | Padova             | 21-25, 23-25, 28-30               |
| 10ª giornata - 3 dicembre 2017 PalaSanLazzaro, Padova            | Padova             | 0 - 3 | Powervolley Milano | 22-25, 13-25, 13-25               |
| 11ª giornata - 9 dicembre 2017 PalaCivitanova, Civitanova Marche | Lube               | 3 - 2 | Padova             | 25-21, 26-28, 25-21, 24-26, 16-14 |
| 12ª giornata - 17 dicembre 2017 PalaSanLazzaro, Padova           | Padova             | 3 - 0 | Top Volley Latina  | 25-20, 25-23, 25-23               |
| 13ª giornata - 26 dicembre 2017 PalaPanini, Modena               | Modena             | 1 - 3 | Padova             | 21-25, 25-27, 25-21, 16-25        |

#### Girone di ritorno
| 1ª giornata - 30 dicembre 2017 PalaSanLazzaro, Padova         | Padova             | 1 - 3 | Sir Safety Perugia | 25-20, 22-25, 15-25, 14-25        |
| 2ª giornata - 4 gennaio 2018 PalaTrento, Trento               | Trentino           | 3 - 0 | Padova             | 25-14, 27-25, 25-17               |
| 3ª giornata - 7 gennaio 2018 PalaSanLazzaro, Padova           | Padova             | 3 - 1 | Callipo            | 25-18, 23-25, 25-21, 25-16        |
| 4ª giornata - 11 gennaio 2018 PalaOlimpia, Verona             | BluVolley Verona   | 3 - 0 | Padova             | 25-20, 25-16, 25-21               |
| 5ª giornata - 14 gennaio 2018 PalaPolsinelli, Sora            | Argos              | 1 - 3 | Padova             | 23-25, 28-30, 25-23, 21-25        |
| 6ª giornata - 21 gennaio 2018 PalaSanLazzaro, Padova          | Padova             | 2 - 3 | Porto Robur Costa  | 24-26, 25-19, 22-25, 32-30, 13-15 |
| 7ª giornata - 4 febbraio 2018 Palazzetto dello Sport, Monza   | Milano             | 3 - 1 | Padova             | 26-28, 25-14, 25-20, 25-19        |
| 8ª giornata - 7 febbraio 2018 PalaSanLazzaro, Padova          | Padova             | 0 - 3 | Piacenza           | 19-25, 19-25, 22-25               |
| 9ª giornata - 11 febbraio 2018 PalaSanLazzaro, Padova         | Padova             | 3 - 0 | New Mater          | 25-13, 25-21, 25-17               |
| 10ª giornata - 18 febbraio 2018 PalaPiantanida, Busto Arsizio | Powervolley Milano | 3 - 1 | Padova             | 25-18, 26-24, 24-26, 28-26        |
| 11ª giornata - 21 febbraio 2018 PalaSanLazzaro, Padova        | Padova             | 0 - 3 | Lube               | 18-25, 19-25, 22-25               |
| 12ª giornata - 25 febbraio 2018 PalaBianchini, Latina         | Top Volley Latina  | 2 - 3 | Padova             | 20-25, 25-22, 25-22, 17-25, 11-15 |
| 13ª giornata - 4 marzo 2018 PalaSanLazzaro, Padova            | Padova             | 1 - 3 | Modena             | 21-25, 26-24, 24-26, 23-25        |

#### Play-off 5º posto
| Quarti di finale (andata) - 1º aprile 2018 PalaSanLazzaro, Padova | Padova            | 3 - 1 | Porto Robur Costa | 25-14, 26-28, 25-20, 25-22                          |
| Quarti di finale (ritorno) - 7 aprile 2018 PalaDeAndré, Ravenna   | Porto Robur Costa | 3 - 2 | Padova            | 25-22, 23-25, 20-25, 25-23, 15-11                   |
| Semifinali (andata) - 14 aprile 2018 PalaSanLazzaro, Padova       | Padova            | 3 - 2 | BluVolley Verona  | 21-25, 25-23, 25-23, 23-25, 20-18                   |
| Semifinali (ritorno) - 21 aprile 2018 PalaOlimpia, Verona         | BluVolley Verona  | 3 - 2 | Padova            | 21-25, 25-23, 25-23, 23-25, 20-18 Golden set: 15-17 |
| Finale - 29 aprile 2018 PalaSanLazzaro, Padova                    | Padova            | 2 - 3 | Milano            | 25-21, 21-25, 18-25, 25-23, 10-15                   |

### Coppa Italia
| Sedicesimi di finale - 4 ottobre 2017 PalaSanLazzaro, Padova | Padova             | 3 - 0 | New Mater | 25-23, 26-24, 25-22        |
| Ottavi di finale - 12 ottobre 2017 PalaBanca, Piacenza       | Piacenza           | 1 - 3 | Padova    | 25-23, 24-26, 24-26, 22-25 |
| Quarti di finale - 18 ottobre 2017 PalaEvangelisti, Perugia  | Sir Safety Perugia | 3 - 0 | Padova    | 25-18, 25-17, 28-26        |

## Statistiche

### Statistiche di squadra
| Competizione | Punti | In casa | In casa | In casa | In trasferta | In trasferta | In trasferta | Totale | Totale | Totale |
| Competizione | Punti | G       | V       | P       | G            | V            | P            | G      | V      | P      |
| ------------ | ----- | ------- | ------- | ------- | ------------ | ------------ | ------------ | ------ | ------ | ------ |
| Superlega    | 35    | 16      | 7       | 9       | 15           | 6            | 9            | 31     | 13     | 18     |
| Coppa Italia | -     | 1       | 1       | 0       | 2            | 1            | 1            | 3      | 2      | 1      |
| Totale       | -     | 17      | 8       | 9       | 17           | 7            | 10           | 34     | 15     | 19     |

G = partite giocate; V = partite vinte; P = partite perse

### Statistiche dei giocatori
| Giocatore     | Superlega | Superlega | Superlega | Superlega | Superlega | Coppa Italia | Coppa Italia | Coppa Italia | Coppa Italia | Coppa Italia | Totale | Totale | Totale | Totale | Totale |
| Giocatore     | P         | PT        | AV        | MV        | BV        | P            | PT           | AV           | MV           | BV           | P      | PT     | AV     | MV     | BV     |
| ------------- | --------- | --------- | --------- | --------- | --------- | ------------ | ------------ | ------------ | ------------ | ------------ | ------ | ------ | ------ | ------ | ------ |
| F. Balaso     | 31        | 0         | 0         | 0         | 0         | 3            | 0            | 0            | 0            | 0            | 34     | 0      | 0      | 0      | 0      |
| N. Bassanello | 1         | 0         | 0         | 0         | 0         | -            | -            | -            | -            | -            | 1      | 0      | 0      | 0      | 0      |
| L. Ćirović    | 31        | 306       | 246       | 20        | 40        | 3            | 28           | 19           | 4            | 5            | 34     | 334    | 265    | 24     | 45     |
| S. Gozzo      | 8         | 31        | 22        | 3         | 6         | 1            | 0            | 0            | 0            | 0            | 9      | 31     | 22     | 3      | 6      |
| L. Koprivica  | 27        | 21        | 18        | 3         | 0         | 1            | 0            | 0            | 0            | 0            | 28     | 21     | 18     | 3      | 0      |
| G. Nelli      | 31        | 398       | 320       | 33        | 45        | 3            | 37           | 35           | 0            | 2            | 34     | 435    | 355    | 33     | 47     |
| M. Peslać     | 9         | 0         | 0         | 0         | 0         | 3            | 8            | 3            | 5            | 0            | 12     | 8      | 3      | 5      | 0      |
| A. Polo       | 31        | 285       | 185       | 69        | 31        | 3            | 23           | 14           | 6            | 3            | 34     | 308    | 199    | 75     | 34     |
| P. Premović   | 20        | 105       | 87        | 10        | 8         | 3            | 3            | 2            | 1            | 0            | 23     | 108    | 89     | 11     | 8      |
| L. Randazzo   | 29        | 469       | 405       | 30        | 34        | 3            | 41           | 37           | 1            | 3            | 32     | 510    | 442    | 31     | 37     |
| L. Scanferla  | 6         | 0         | 0         | 0         | 0         | 0            | 0            | 0            | 0            | 0            | 6      | 0      | 0      | 0      | 0      |
| M. Sperandio  | 14        | 9         | 4         | 5         | 0         | 2            | 2            | 1            | 1            | 0            | 16     | 11     | 5      | 6      | 0      |
| D. Travica    | 30        | 68        | 27        | 25        | 16        | 0            | 0            | 0            | 0            | 0            | 30     | 68     | 27     | 25     | 16     |
| M. Volpato    | 31        | 218       | 149       | 58        | 11        | 3            | 15           | 11           | 4            | 0            | 34     | 233    | 160    | 62     | 11     |

P = presenze; PT = punti totali; AV = attacchi vincenti; MV = muri vincenti; BV = battute vincenti